# 小諸藩
小諸藩（こもろはん）は、信濃国小諸（現在の長野県小諸市）に存在した藩。藩庁は小諸城に置かれた。

## 前史
小諸は諸方に通じた交通の要衝であり、戦国時代には武田信玄と上杉謙信による争奪が繰り返された。小諸は武田家支配下では重要基地として城の防備が山本勘助により強化されたという。また城主も譜代家老の飯富虎昌や春日虎綱（高坂昌信）、内山城代の小山田虎満・小山田昌成親子らが面々が任命された。天正10年（1582年）3月、織田信長の甲州征伐で武田勝頼が自刃した際、信豊は小諸城に逃れたが城代の下曽根浄喜に殺害され、首級は信長に献上された。だが信長は下曽根の不忠を怒って追放する。信長は小諸城を関東守護・上野国主に任命した滝川一益に与え、一益は甥の道家正栄に2万石を与えて任せた。
だが6月2日の本能寺の変で信長が横死。旧武田領では武田家旧臣による一揆が起こり、相模の北条氏直は関東の大軍を動かして上野に攻め入った。滝川は迎撃するも神流川の戦いで大敗。上野を放棄して6月21日に小諸に戻り、ここに5日間滞在した後、滝川は道家と共に西の織田領を目指した。
道家に代わって小諸に入城したのは武田の旧臣依田信蕃であり、依田は北条氏直の大軍を巧みに後方撹乱して徳川家康に功績を認められた。ただし小諸城は北条家の重臣大道寺政繁の支配下に置かれ、依田は小諸城を奪回するために天正11年（1583年）に大道寺に与する大井行吉の岩尾城を攻撃、この合戦で依田は戦死し、大井も柴田康忠の説得を受けて開城したので、大道寺は小諸から撤退した。
代わって小諸は徳川家の支配下となり、家康より松平姓を許された依田信蕃の嫡男松平康国が6万石で入った。この6万石と松平姓は当時の徳川家臣の中では異例の厚遇であり、家康は戦死した信蕃とその実弟信幸の功績を認めていたためという。この間に小諸城3層の天守閣築造が行なわれ、2年間で完成した。天正18年（1590年）の豊臣秀吉による小田原征伐で、康国は北条領の上野に侵攻し、大道寺が守る松井田城を真田昌幸や上杉景勝、前田利家らと攻めた。松井田落城後、石倉城を攻めるが開城の際に康国は城将寺尾左馬之介に刺殺された。弟の松平康勝が寺尾を殺し、跡を継いだが、戦後に家康が関東に移封されると随従し、上野藤岡に所領を与えられた。

## 藩史

### 仙石家の時代

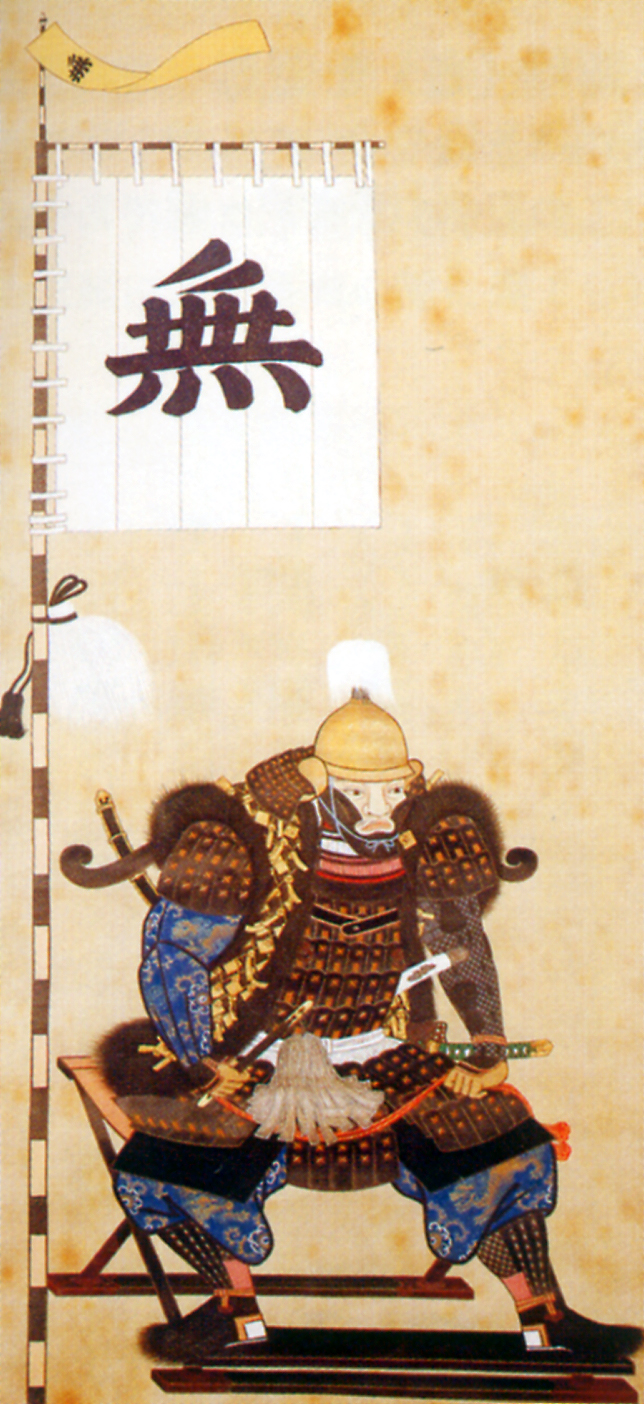
小諸藩祖、仙石秀久

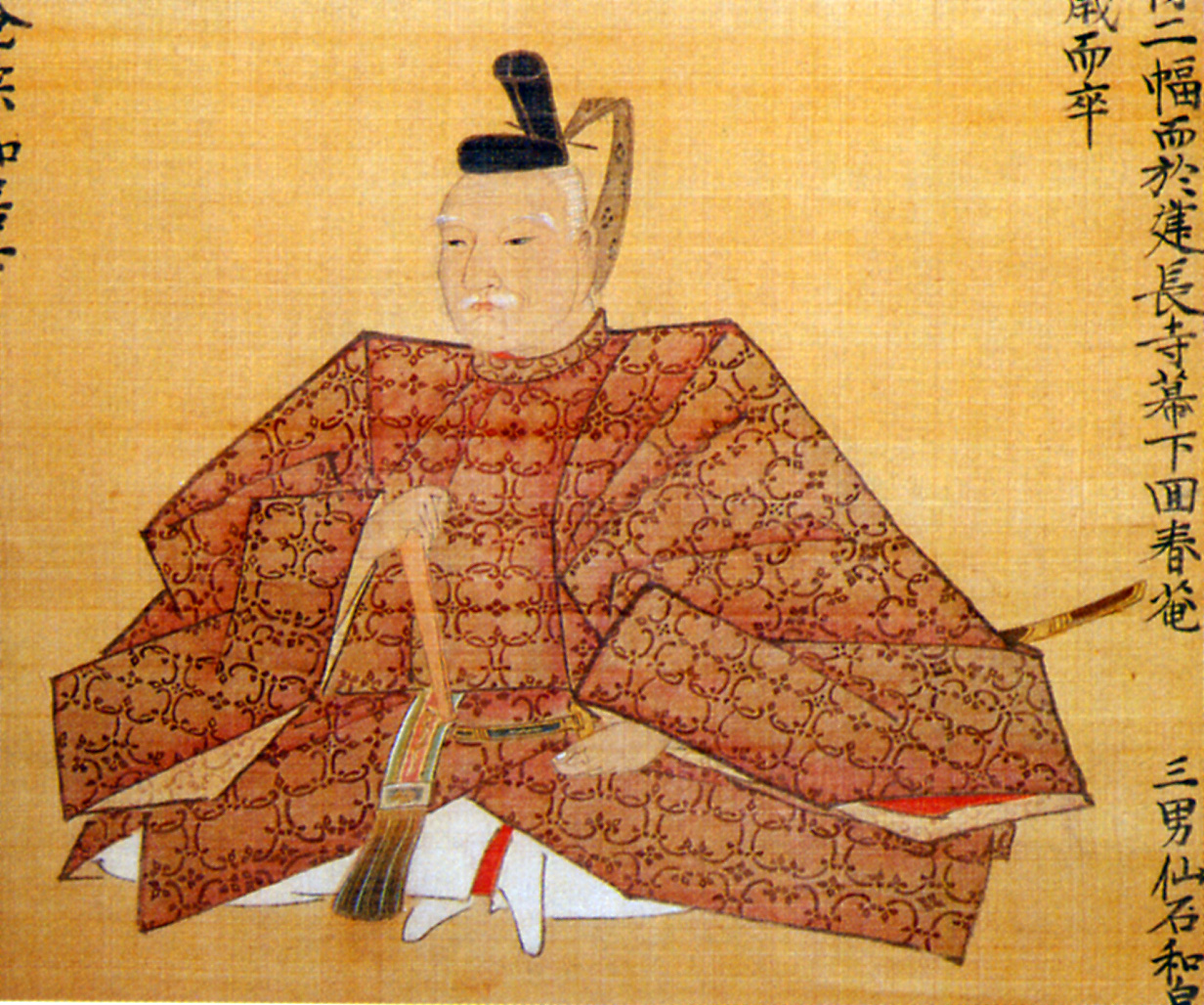
小諸藩第2代、仙石忠政

小諸藩の藩祖は、豊臣秀吉の家臣・仙石秀久である。秀久は九州平定の前哨戦である戸次川の戦いでの敗戦で改易後、小田原征伐で功績を挙げ、天正18年（1590年）に秀吉から信濃国小諸5万石を与えられ、翌年に入封した。秀吉没後の慶長5年（1600年）の関ヶ原の戦いでは徳川秀忠率いる上田城攻めの東軍別働隊に属したため、戦後も領地は安堵された。慶長8年（1603年）に徳川家康が江戸幕府を開き幕藩体制を開始した結果、秀久が小諸藩の藩祖となった。初代藩主となった秀久は精力的に領国開発を行い、小諸城と城下町の発展に寄与した。小諸城外郭の濠を掘り、用水を開削した。さらに中山道の伝馬・駄賃の制度を定め、宿場町を整備して笠取峠に松並木を植えたが、この松は現在も存在して長野県天然記念物となっている。他にも小諸城の改修、城下町建設などに尽力したが、このように秀久の連年の賦役で慶長15年（1610年）ごろには小諸の田地は荒廃して佐久郡の農民は一郡逃散する有様だった。
慶長19年（1614年）、秀久が死去した。跡は子の忠政が継いだ。忠政は父の苛政により逃散した農民を帰村させる事に尽力した。同年からの大坂の陣では徳川方に与した。元和3年（1617年）には各村の収量表示を貫高制から石高制に改めた。元和8年（1622年）、関ヶ原・大坂の陣における仙石家の功績と忠義により、1万石を加増されて6万石で信濃上田藩へ移封され、小諸藩は一時、廃藩となった。

### 廃藩(甲府藩領)の時代
仙石家の上田藩移封廃藩後、小諸の地は第2代将軍・秀忠の3男忠長（甲府藩主20万石）の所領として併合された。小諸城代は屋代秀正、三枝昌吉、依田守直らが務めた。代官は設楽権兵衛、岩波七郎右衛門、平岡岡右衛門が務めた。寛永元年（1624年）に駿府藩50万石に加増で移封される。

### 松平憲良の時代
寛永元年（1624年）、松平憲良が美濃大垣藩より5万石で入った。憲良は庶兄忠節に小県郡禰津5000石を分与し、寛永年間に新田開発、用水路開削、検地、小諸城本丸御殿の普請を行なった。憲良は正保4年（1647年）に死去して嗣子が無く改易されてしまい、小諸藩は廃藩となり天領として松本藩に預けられた。松平家は憲良の弟康尚（良尚）が、1万石で伊勢長島藩に移封されて存続した。

### 青山宗俊の時代
慶安元年（1648年）、大番頭より抜擢された青山宗俊が3万石の大名として小諸に入り、また信濃国内の1万5000石の天領を預かった。宗俊は老中青山忠俊の息子で、八重原用水・御影用水などが造られている。また新田開発植林事業などが慶安年間に行なわれた。寛文2年（1662年）3月、宗俊は2万石を加増されて大坂城代に転出し、5月に丹波篠山藩に移封された。この時代に行なわれた用水路工事はかなりの難工事だったと伝わる。

### 酒井忠能の時代
酒井忠能が上野伊勢崎藩より3万石で入った。この忠能は江戸幕府初期の老中酒井忠世の孫で、同じく老中・大老を務めた酒井忠清の弟である。
忠能は寛文10年（1670年）、領内に検地を実施したが、これは青山時代に治水工事が行なわれて新田開発が進み、再検地の必要性があったためといわれる。だが延宝6年（1678年）の検地で年貢を増徴し、雑税として家・窓・妻・板敷・家畜にまで諸運上を課し、それらが未納の際には家財や俵、石臼、農具を没収するという百姓に対して苛酷な政治を行なったため、百姓は餓死したり乞食になったり、領地から逃散したりして遂には領内で領民による一揆が発生した（芦田騒動）。だが忠能は庄屋の訴えを聞き入れず、百姓は総決起して幕府に強訴するも、当時は忠清が絶頂の時であり幕府は首謀者を処刑し、延宝7年（1679年）に忠能を駿河国田中藩へ移封させるという喧嘩両成敗を行なって騒動を沈着させた。この時の忠能の移封を小諸の民衆は喜び、「地獄極楽さかい（酒井）にて、日向出てゆくおき（隠岐守＝西尾氏）は極楽」という落首が読まれた。

### 西尾忠成の時代
酒井忠能と入れ替わりで西尾忠成が2万5000石で入る。忠成は忠能の失政を改めようと尽力し、延宝8年（1680年）に領民の心得、年貢、藩役人の心得などを定めた領内法度を定めた。忠成は小諸藩の騒動の後始末と治世の安定に尽力したが、天和2年（1682年）、忠成は遠江横須賀藩へ移封された。

### 石川松平家の時代
西尾忠成に代わって常陸小張藩より松平乗政が2万石で入った。乗政は幕府若年寄・奏者番であり、入封した年の7月に17か条の領内制度を定めて領民統制を細分化して治世の基本とした。翌年には新田開発に着手したが、貞享元年（1684年）に死去した。
乗政の死後はその子・松平乗紀が継いだ。乗紀は父の領内法度を受け継いで藩政を行ない、新田開発を行ない、領民の祭礼行事を保護した。元禄15年（1702年）に美濃岩村藩へ移封された。

### 牧野家の時代
元禄15年（1702年）に越後国与板藩より牧野康重が1万5000石で入ることで、ようやく藩主家が安定し、廃藩置県まで藩主を務めた。康重は、本庄宗資の4男で、牧野康道の養子に入った人で本庄氏の一族に連なったので、5代将軍・徳川綱吉の生母、桂昌院の義理の甥にあたる。康重には、特別な功労があったわけではないが、桂昌院との縁故により3万石の領地が与えられて、5万石並の格式である小諸城主に栄転となった。康重は綱吉の従弟にあたるため、当初から実際は3万石以上の領地を与えられたが、格式上1万5000石とされた。嫉妬や批判を警戒したためであろうとする説がある。小諸城主に着任後、牧野家は、熱心に新田開発に取り組み約180年間で、9000石を増産した（幕末の実高〔内高とも云う〕は、3万9000石）。小諸藩主・牧野家の出自は、牧野康重の祖父・康成が、長岡藩・牧野家の領地のうち1万石を分与されて、三島郡与板に陣屋を構えて立藩した譜代極小藩であった。また小諸藩・牧野家は、長岡藩の領地と家臣団を分与されたという由来があったため、本藩の長岡から政事上の監督を受け、家風は長岡を見習うこととし、家老人事をはじめ重要事項は長岡藩の内諾を得る必要があり、その旨の誓約書が長岡藩に提出されていた。小諸に実質3倍の栄転となった牧野家は、まず家臣団の増員に迫られた。その給源としてまず求められたのは古参の足軽50人、同じく中間20人であった。また高崎で浪人暮らしをしていた上野国沼田藩・真田家浪士を数人程度、また信濃国の郷士や浪人を数人程度、士分として新規召し抱えをした。石高・家臣の員数とに比べて小諸城は大きかったため、城下の足軽の多くは長屋に入らず、門戸・玄関を持つ一戸建ての屋敷を与えられた。これは諸藩と比較した場合、珍しい例である。享保年間、康重は朝鮮通信使来朝の迎馬御用、日光祭礼奉行を務めたが、享保7年（1722年）11月8日に死去した。
康重の跡を継いだ息子康周時代の寛保2年（1742年）8月1日、千曲川流域で未曾有の大水害（「戌の満水（（いぬのまんすい）」）が起こり、濁流が城下へ押し寄せた。三の門が流出したほか家屋も多数流出し、溺死を中心に小諸藩だけでも死者584人が出るという大被害に至った。その後も水害が起こり、ときには幕府に救金2000両を要請するほどであった。また康周は元文年間に薬用人参の栽培を開始し、年貢を検見法から定免法に改め、延享4年（1747年）には倹約令を出すなどして財政政策に尽力したが、享保11年（1726年）と享保14年（1729年）に領内の火事で被害を受けるなど災害も多かった。康周は宝暦8年（1758年）に死去した。
3代・康満の天明3年（1783年）、浅間山の天明大噴火がおこり、凶作となった。ときの城代家老・牧野八郎左衛門載成が噴火の様子を著述した日記が現存しており、史料的価値が高いとされる。3代康満の治世からその隠居後にかけて、康満が文化人として、また側室を多く持ち子だくさんであったこと、旅行好きであったことなどで小諸藩が最も浪費・放漫財政をした時期であった。家老・牧野八郎左衛門載成は失脚して閉門・減石処分となった。なお、この浅間山の噴火で小諸領内は荒廃して天明の飢饉が始まり、天明騒動という一揆も起こった。それ以前にも康満は奏者番・日光祭礼奉行を務めており、寛保年間の水害の後始末もあって出費も重なった。天明4年（1784年）、康満は息子の康陛に家督を譲って隠居した。
第4代藩主康陛は、天明の飢饉の復興のために藩政の引き締めを図り、「康陛公御代覚書」を出した。また藩財政補助のため、役料1万石が付く大坂加番に嘆願して自ら就任した。天明8年（1788年）には倹約令を出し、70歳以上の者の隠居を命じたりしたが、寛政年間に入って台風により千曲川が大洪水になって藩内は大被害を受け、また小諸荒町の大火で大被害を受けるなどする中で、康陛は寛政6年（1794年）1月に死去。
第5代藩主康儔は奏者番になったが、わずか6年の在任で早世した。
6代・康長は学問家であり、文学奨励し文化2年（1805年）、信濃における諸藩に先駆けて藩校・明倫堂を開校した。この藩校では学問の他に剣術・砲術・馬術・槍術を必須科目とし、「父は義」・「母は慈」・「子は孝」・「兄は友」・「弟は恭」の五教を明倫堂の教訓として多くの子弟教育を行なった。家老・稲垣源太左衛門正良を改易・取り潰しにした。また油菜の栽培を奨励したりしたが、文政2年（1819年）に隠居した。
跡を継いだ康長の弟の康明は病弱で、在任8年で早世。その跡を継いだ康命も病弱で、在任6年で早世した。
9代・康哉は、井伊直弼大老派に属していた。奏者番、安政5年（1858年）に若年寄などの要職を歴任して直弼の懐刀となる。藩政では殖産興業に務め、天保の飢饉の際には被害が大きく、家中の扶持米を都合して急場を凌いでいる。また西洋から種痘の医術が伝来したのを見て、藩医を江戸に派遣してこれを学ばせた。そして天然痘で苦しむ領民に強制的に種痘を実施した。領民は最初、種痘を信用しなかったため、康哉は我が子に種痘を実施して証拠を見せた。種痘はその後も実施され、小諸藩は全国諸藩に先駆けて種痘が2万人以上も実施されたと言われている。財政改革を中心とする藩政改革にも着手したほか、家臣の俸禄制度にも切り込んだ。綱紀粛正もはかり、過失と非行を繰り返す木俣氏から、家老の家柄をとりあげた。そのほか職務怠慢や、酒ばかり飲んでいる家臣は遠慮なく懲戒処分としたり、隠居させた。また庶民に対して、無謀な迷惑をかけた家臣も懲戒処分とした。これらの詳細内容と家臣の姓名は史料として現存している。また小諸城下の豪商・小山久左衛門・柳田五兵衛・高橋平四郎等を、特権的商人となし、産業経済の醸成を図ったが、果実を得たのは、明治維新後となった。
文久3年（1863年）に最後の藩主となった康済（康哉の子）の時には、慶応2年（1866年）には小諸騒動が起こる。このときは河井継之助の調停によって解決している。慶応4年（1868年）、康済は信濃追分において赤報隊と戦ってこれに勝利したが、これが原因で新政府に逮捕された。その後、岩倉具視や碓氷峠の守備などで功を挙げたため罪を許されたが、直後に小諸騒動が再燃して藩内で混乱が続いた。
明治元年（1868年）11月9日（新暦12月22日）、小諸藩主・牧野康済は、家臣の加藤六郎兵衛成美・牧野求馬成賢等に騙されて、家老ほか4名の斬首刑を執行。これを知った家老1名は、出奔という事件がおきて混乱を極め、統治不能となった。結局、加藤六郎兵衛・牧野求馬の謀略は露見して、加藤は永禁固（無期禁固）、牧野求馬は家は閉門、本人は禁固・出獄後は謹慎・刀取りあげ・親子兄弟以外面会禁止となったほか、加藤・牧野求馬一派は処罰された（詳細→小諸騒動）。
藩主・康済は、明治2年の版籍奉還により小諸藩知事となる。その後も藩内両派の確執が続き、江戸時代の家老に相当する大参事を自前で出すことができず、本藩の長岡から大参事を招聘した。
明治4年（1871年）7月の廃藩置県により小諸県となり、康済は従五位下に叙せられ、小諸県知事に任じられた。同年12月に小諸県は長野県に吸収された。
藩主家は、康済が康民と名を改めて、華族（子爵）に列したが、その家督を相続した康強は、妻帯をせずに子がないまま没した。このため公家出身の嵯峨公勝・南加の男子・嵯峨次郎を養子（牧野康熙と改称）として辛うじて存続された。

## 藩領
現在の小諸市中心部のほか、依田信蕃とその子依田康国の城主時代の歴史的経緯から立科町の芦田付近までを領有していた。また新田開発も行われ、御影新田は小諸藩による開発の後、天和2年（1682年）の西尾氏転封・大給松平氏入封によって5,000石の差分が生じた際に、その一部として収公され、元禄12年（1699年）からは天領代官の御影陣屋が置かれた。
小諸藩の新田開発として著名なものとして、小諸藩主青山氏の上級家臣であった黒沢氏が、藩主の転封に随従せずに残留して、開発を続けた黒沢新田がある。

## 財政

### 概要
牧野家は新田開発に熱心に取り組み、その藩領の実高は幕末には3万9千石となっていた。廃藩置県に際して藩財政の精算が行われたところ、信濃国内で唯一の黒字であった。全国的にみても、累積負債で苦しんでいた藩が多かった中で、小諸藩は稀少である。表高が1万5千石にもかかわらず実高がその2.6倍と大きく、幕府に対する軍役・参勤交代の行列・交際費などは1万5千石の格式で行えばよかったことが最大の原因と推察される。ただし、元禄15年（1702年）に牧野家が小諸に移封されてから、明治維新まで財政が常に順風満帆であったというわけではなく、凶作、千曲川およびその支流の洪水、江戸藩邸の火災、浅間山の噴火と、その降灰などのため、藩士の俸禄をカットしたり、幕府から借財をしたこともあった。
また藩政史上、次の4件の不正経理事件があったことが史料学的に確認できる。

### 木村六左衛門不正事件
微禄の出自で下級士分に過ぎなかった木村家は、文政年間に勘定方の中間管理職である勘定方・元〆職に登用された。しかし、文政6年（1823年）、小諸藩江戸藩邸における予算の執行作業に不正を行った（あるいは木村六左衛門の重大な過失により、不正会計処理をせざるを得なくなった）。この不正は故意によるものか、重大な過失なのかは、史料を読む限り不明である。本件を伝える数種類の古文書のうち少なくとも1通以上は、木村六左衛門の失念が原因であったとしている。懲戒内容が切腹や改易（取り潰し）ではなかったので、極めて悪質なものではなかったとみられる。その一方で、役職取りあげ、家の格式降格並びに持高の減石、および縁坐による親類一同の処罰が行われた。

## 小諸藩主牧野家

### 牧野氏の出自
藩主牧野家の直接・確実な先祖は、室町・戦国期に三河国宝飯郡（現、愛知県豊川市）の牛久保城主・牧野成定（1525年 - 1566年）であり、現、豊橋市界隈まで影響力を持っていた国人領主であった。当初、牧野氏は徳川家康の父祖代々の家臣ではなく、戦国大名の今川氏に与して三河統一を目指す家康に、真木氏らと共に抵抗していた。永禄8年（1565年）から翌9年ごろに恭順・もしくは降伏した歴史を持つ。そのころの所領は6千石から7千石であったとされる。牧野氏は、最盛期には東三河の旗頭たる勢力があったともいわれるが、牧野成定以前の系図は諸説紛々で定説をみない。
家康が天下人の道を歩んだため牧野家は譜代大名となり、国替えにより江戸時代初期には、本藩の長岡藩のほかに支藩を含めて、解釈の仕方にもよるがおよそ10万石の領地を持つまでに成長していた。
長岡藩初代藩主牧野忠成の次男康成（武成）は、1634年（寛永11年）に長岡藩領のうち三島郡与板（與板）の1万石を分与され、長岡藩の支藩として与板藩を立藩した。このときの家臣筆頭は倉地弥治衛門直秀であったが、倉地は与板陣屋には移らず、本藩の長岡に帰参した。
明暦3年（1657年）まで藩主は与板に入らず、23年後にようやく与板陣屋に引っ越しした。そして3代康重が信濃小諸城に実質的な栄転を遂げたのである。

### 小諸藩牧野家の職制と重臣
小諸藩牧野家の職制は、小さな藩であることもあり簡素であったので、家老職（定数3・例外4）があったほか、中老職・年寄役・年寄衆は存在しなかった。他藩と比較して、用人の地位が重い藩であって、加判の身分を兼帯していた。原則として3人の用人が常置され、江戸家老・城代家老・国家老をそれぞれ補佐をしていた。
特に一般の読者の目に触れやすい『大武鑑』は、民間出版の須原屋茂兵衛蔵版や出雲寺和泉掾蔵、松會蔵版などの武鑑を基礎として編集されたものであるが、同書には側用人と用人が一括して「用人」として記載されている。用人と側用人では職権と格式が、小諸藩では大きく異なった。藩主の枢機に与り、藩主家の家政を総覧した側用人は、用人より2階級以上、その格式が低く4名から6名程度が置かれていたことが多い。
小諸藩主牧野家では、番頭職に3代以上、就任すると、士分上禄の家柄である、と明治維新期には制度上定められていたので、狭義の上級家臣は番頭以上の者を指すと言えよう。
幕末・維新の動乱期を除き、中堅の筋目の藩士が加判職以上に、1代の期間で登りつめたことは一例に過ぎなかった。保守的な人事を行う一方で、比較的門閥が平均化しており、有能な者が一代家老に抜擢されたことも珍しくなかった。その反面、家老になれる機会を争って、お家騒動や派閥争いが起こりやすい土壌があった。
門閥が平均化した理由の一つとして、家臣筆頭・首席家老を勤める家柄であった2家が自滅したことが大きい。与板立藩以来の家老の家柄であった牧野八郎左衛門家が、享保期に当主の死後、6親等の遠縁を養子に立て相続を願い出るという末期養子としては最悪の形となり、さらに寛政期になって末期養子の孫の代に、金（かね）をめぐる不祥事（不正）があり閉門・減石となり失脚した。同じく与板立藩以来の家老の家柄であった加藤六郎兵衛家は、享保期に末期養子となり格式を下げたのみならず、末期養子の孫の代の文政期、小諸祇園祭りで不行跡があり失脚した。
維新の時点で家老の格式を連綿した家として、牧野家（牧野八郎左衛門家とその分家）、真木（槇）家（真木権左衛門家）、加藤家（加藤六郎兵衛家）、太田家があった。
廃藩置県の時点で士分格式128戸、卒分格式163戸があった。士分格式のうち21戸が上禄格式とされていた。

## 年表
- 1590年 - 仙石秀久、小田原征伐の軍功で5万石で入封。秀久の治世で佐久郡は荒れて一郡逃散。
- 1614年 - 秀久死去。子の忠政が継ぐ。忠政は藩政再興を目指す。
- 1622年 - 忠政、信濃上田藩へ加増移封。小諸藩は廃藩となり徳川忠長の甲府藩領に。
- 1624年 - 松平憲良入封。小諸藩復活。
- 1647年 - 憲良死去、嗣子無く改易。藩領は松本藩に預けられて廃藩。
- 1648年 - 青山宗俊入封。
- 1662年 - 宗俊、大坂城代に。酒井忠能が入封。
- 1679年 - 忠能、悪政を敷いて一揆を起こし、駿河田中藩に移封。西尾忠成入封。
- 1682年 - 西尾忠成、横須賀藩へ。石川乗政が入封。
- 1684年 - 乗政死去。子の乗紀が継ぐ。
- 1702年 - 乗紀、美濃岩村藩へ。牧野康重が入封。
- 1869年 - 版籍奉還で牧野康済、知藩事に。
- 1871年 - 廃藩置県。小諸藩消滅。

## 歴代藩主

### 仙石家
外様 5万石 （1590年 - 1622年）
1. 仙石秀久（ひでひさ） 従五位下 越前守
2. 仙石忠政（ただまさ） 従五位下 兵部大輔

### 甲府藩預かり支配
（1622年 - 1624年）

### 松平（久松）家
譜代 5万石→4万5000石 （1624年 - 1647年）
1. 松平憲良（のりなが） 従五位下 因幡守

### 信濃松本藩預かり支配
（1647年 - 1648年）

### 青山家
譜代 3万石 （1648年 - 1662年）
1. 青山宗俊（むねとし） 従四位下 因幡守

### 酒井家
譜代 3万石 （1662年 - 1679年）
1. 酒井忠能（ただよし） 従五位下 日向守

### 西尾家
譜代 2万5000石 （1679年 - 1682年）
1. 西尾忠成（ただなり） 従五位下 隠岐守

### 松平（大給）家
譜代 2万石 （1682年 - 1702年）
1. 松平乗政（のりまさ） 従五位下 美作守
2. 松平乗紀（のりただ） 従五位下 能登守

### 牧野家
譜代 雁間詰 1万5000石 （1702年 - 1871年）
1. 牧野康重（やすしげ） 従五位下 周防守
2. 牧野康周（やすちか） 従五位下 内膳正
3. 牧野康満（やすみつ） 従五位下 遠江守
4. 牧野康陛（やすより） 従五位下 周防守
5. 牧野康儔（やすとも） 従五位下 内膳正
6. 牧野康長（やすなが） 従五位下 内膳正
7. 牧野康明（やすあきら） 従五位下 周防守
8. 牧野康命（やすのり） 従五位下 遠江守
9. 牧野康哉（やすとし） 従五位下 遠江守
10. 牧野康済（やすまさ） 従五位下 遠江守

#### 牧野氏藩主系図
```
凡例
　太線は実子、細線は養子を示す。また、太字は藩主・数字は襲封順を表す。
```

```
 　　　　　　　　　　  （牧野）　　　　　　　　　
　　　　　          　　　　
成勝
（民部丞・
牛久保城
主）

        　              　   ｜
 　 　                      
貞成
（民部丞・右馬允）

                             ｜
　　　　　　　　　　　　　　
成定
（右馬允）

　　　　　　　　　　 　　　　┃
　　　　　　　　　　　　　　
康成
（右馬允・
大胡藩
主）
 
　　  　　　　　　　　　　　 ┣━━━━━━━━━━━━━━━━━┓
　　　　　　　　　　　      
忠成
（右馬允・
長岡藩
主初代）
　         
儀成

　　 　　　　　　　　　　　　┣━━┳━━━━━┳━━┓　　　　　┃
                            
光成
  
康成
（内膳正）
定成
 
忠清
        
成貞

　　　　　　　　   　　　　　┃　　┃　　　　　　　　┃　　┌――┼━━┓
                            
忠成
　
康道
　　　　　　　
忠貴
　
成時
　
成春
　
貞通
（
笠間藩
主初代）

　　　　　　　　             ┃　　┣――┐　　　　　｜　　　　　┃　　┣━━┳━━┳━━┳━━┓
                            
忠辰
　
康澄
 
康重
1　　　　
忠列
　　　　
成央
　
忠敬
　
貞隆
　
貞長
　
忠利
　
忠寛

　　　  　 　　　　　　　　　｜　　　　　┃　　　　　┃　　　　　　　　　　　┏━━┫　                    
                            
忠寿
　　　 2
康周
　　　　
忠知
                    
貞喜
　
忠善

　　　　　　　 　　        　┃　　　　　┣━━┓　　┃　　　　　　　　┏━━╋━━┓
　　　　　　　　　          
忠周
　　　 3
康満
　
道堅
　
忠義
　　　　　　　
貞為
　
貞幹
　
重正

　　　　　　　　　　　       ｜　　　　　┃　　　　　┃　　　　　┏━━┳━━┫　　┃
　　　　　　　　　    　　　
忠敬
　　　 4
康陛
　　　　
忠救
　　　　
貞一
　
康哉
　
貞勝
　
貞直

　　　　　　　　　　　   　　｜　　　　　┃　　　　　｜　　　　　┃　　　　　　　　┃
　　　　　　　　　　    　　
忠利
　　　 5
康儔
　　　　
忠衛
　　　　
貞久
　　　　　  　
貞寧

　　　　　　　　　　　     　｜　　　　　┣━━┓　　｜
　　　　　　　　　　   　　 
忠寛
　　　 6
康長
7
康明
　 
忠直

　　　　　　　　　　 　┏━━┫　　　　　　　　｜　　｜
　　　　　　　　　　　
忠精
　
氏保
　　　　　　 8
康命
  
忠興

　　 ┏━━┳━━┳━━┫　　　　　　　　　　　｜　　｜
　　
忠鎮
　
総親
　
忠雅
　
康命
  　 　　　　　　　9
康哉
　
忠泰
（
三根山藩
主）

　　　　　　　　 ｜　　　　　　　　　　　┏━━┫
　　　　　　　　
忠恭
　　　　　　　　　10
康済
　
忠直

　 　┌――┳━━┫
　　
忠訓
　
忠毅
　
忠篤
```

- 小諸藩主牧野氏は、5つの分家を家臣取扱いとしたが、ここでは記述を省略している（詳細小諸藩牧野氏の家臣団、藩主一門の家臣を参照）。

## 幕末の領地
- 信濃国
  - 佐久郡のうち - 46村

諸村 (393石5斗4升5合0勺1才3撮)・耳取村 (643石1斗9升0合0勺0才2撮)・馬瀬口村 (427石5斗1升1合9勺9才3撮)・塩野村 (639石9斗0升1合9勺7才8撮)・塩名田村 (570石0斗1升2合0勺2才4撮)・市町 (939石3斗4升3合0勺1才8撮)・根々井塚原村 (292石4斗2升4合0勺1才1撮)・望月新田 (150石7斗6升1合0勺0才2撮)・塩沢村 (1228石6斗8升6合0勺3才5撮)・細谷村 (168石5斗5升2合9勺9才4撮)・羽尾山村[羽毛山村] (217石2斗2升7合9勺9才7撮)・島川原村 (184石4斗6升0合9勺9才9撮)・布下村 (273石1斗3升5合9勺8才6撮)・小諸本町 (637石5斗0升7合9勺9才6撮)・菱野村 (780石5斗7升2合0勺2才1撮)・小諸町ノ内・与良松井 (1862石8斗9升2合9勺4才4撮)・森山村 (534石20升6合9勺7才0撮)・加増村 (326石9斗4升4合0勺0才0撮)・西原村 (612石5斗0升4合0勺2才8撮)・滝原村 (463石8斗3升2合0勺0才1撮)・平原村 (1019石7斗7升6合9勺7才8撮)・山浦村 (445石2斗7升0合9勺9才6撮)・御馬寄村 (638石9斗9升4合0勺1才9撮)・桑山村 (395石7斗7升6合0勺0才1撮)・蓬田村 (710石3斗6升9合9勺9才5撮)・牛鹿村 (471石3斗6升4合0勺1才4撮)・八幡村 (489石1斗2升7合0勺1才4撮)・望月町 (1028石3斗3升7合0勺3才6撮)・茂田井村 (1468石0斗8升8合0勺1才3撮)・芦田村 (1959石4斗32合9勺8才3撮)・山部村 (866石7斗3升1合9勺9才5撮)・藤沢村 (293石9斗5升4合0勺1才0撮)・姥ヶ懐新田 (54石1斗0升4合0勺0才0撮)・宇山村 (435石9斗8升1合9勺9才5撮)・下之城村 (1847石9斗9升9合0勺2才3撮)・大日向村 (108石3斗2升3合9勺9才7撮)・印内村 (552石3斗8升0合9勺8才1撮)・相浜村 (164石1斗4升5合0勺0才4撮)・八幡村 (949石9斗1升6合9勺9才2撮)・後平村 (89石6斗5升2合0勺0才0撮)・大久保村 (263石4斗0升8合9勺9才7撮)・観音寺新田 (64石0斗8升3合0勺0才0撮)・御影村 (41石3斗0升8合9勺9才8撮)・赤岩新田 (128石7斗7升2合9勺9才5撮)・八重原村 (1427石8斗7升3合0勺4才7撮)・柏木村 (422石7斗4升8合9勺9才3撮)
- - 小県郡のうち - 16村

石井村 (237石7斗5升3合0勺0才6撮)・下丸子村 (301石3斗5升0合0勺0才6撮)・長瀬村 (296石97斗升9合0勺0才4撮)・桜井村 (630石8斗9升0合0勺1才5撮)・大石村 (280石4斗5升9合0勺1才5撮)・中丸子村 (637石4斗5升5合0勺1才7撮)・井子村 (454石2斗9升9合9勺8才8撮)・芝生田村 (688石3斗5升9合0勺0才9撮)・藤原田村 (202石4斗6升0合0勺0才7撮)・狐塚村 (400石6斗0升9合9勺8才5撮)・坂井村 (275石9斗8升7合0勺0才0撮)・南方村 (644石2斗2升3合0勺2才2撮)・糠地村 (206石2斗5升5合0勺0才5撮)・赤岩村 (263石1斗3升2合9勺9才6撮)・中屋敷村 (275石6斗9升2合9勺9才3撮)・片羽村 (234石6斗7升3合9勺9才6撮)